# José María Apezetxea Fagoaga
José María Apezetxea Fagoaga (Errazu, 1927 - Errazu, 2 de septiembre de 2017) fue un pintor paisajista navarro, que reflejó en sus obras de manera recurrente los paisajes y pueblos de su tierra natal, el valle del Baztán; fue miembro de la Escuela del Bidasoa y uno de los fundadores del grupo Pintores del Baztán, junto con Ana María Marín Gutiérrez y Tomás Sobrino, entre otros.

## Biografía
José María Apazetxea Fagoaga nació en la localidad navarra de Errazu, en el año 1927, en el valle de Baztán. Éste se interesó por el dibujo desde una edad muy temprana, empezando a dibujar en todo aquello que tenía a mano. 
Estudió en el seminario de Pamplona en el año 1939, donde recibió formación humanística, y al año siguiente, ganó el primer premio en el concurso de carteles de la Gran Exposición Misional. Además, durante este tiempo que José María Apezetxea pasó en el seminario, el pintor Javier Ciga Echandi, que era tío segundo del mismo, comenzó a enseñarle el oficio de pintor. Este último le enseñó desde una especie de estudio improvisado en su casa Etxenikenea en Elizondo (conocida como Fonda Ariztia), realizando cuadros de bodegones con los productos de la huerta. Asimismo, realizó cabezas de los modelos que posaban para Javier Ciga, que solían provenir de la Fundación Iriarte. Fue con éste que, José María Apezetxea, aprendió sobre el color y sus mezclas, ya que como él mismo reconoció: “Aunque yo tenía facilidad para el dibujo, mis conocimientos sobre el color eran nulos. Fue en este campo donde recibí la mayor ayuda. Me enseño a mezclar los colores insistiendo en que no se embarraran”.
Abandonó el seminario de Pamplona, tras ocho años en el mismo, en el año 1947, y se dedicó entonces a trabajar en la empresa familiar de tejidos, tras la muerte de su padre. Todo esto debido a la difícil situación del momento, y ante las escasas expectativas profesionales de poder vivir de la pintura, lo que lo alejan de lo que hubiera sido su vía natural de formación como artista en el ámbito de las Bellas artes, con lo que se ve alejado de los centros artísticos potentes como pudieran ser Madrid o, especialmente París. En el año 1948 obtiene el Diploma Honorífico en el Certamen de Pintura organizado por el Ayuntamiento de Pamplona.
En la década de los años 1950, conoció a Ismael Fidalgo, que cumplía el servicio militar en Baztán. Es en esta época cuando empieza a realizar pintura al aire libre, y abre la puerta de la creatividad para José María Apezetxea, instalando un estudio en Elizondo, que pronto se convirtió en el centro de estudio para los pintores baztaneses de la época. Gracias a las obras expuestas en los bajos del Ayuntamiento de San Sebastián del pintor vasco-andaluz Daniel Vázquez Díaz, este último influido por Paul Cézanne en sus representaciones. Asimismo, Ismael Fidalgo tuvo una enorme repercusión en Apezetxea al traer a Elizondo a colegas suyos como Agustín Ibarrola y Norberto Ariño de Garay.
En 1954, realizó una exposición junto a Ismael Fidalgo en Pamplona, en la casa Ibáñez, de la calle Zapatería, en la que sólo se vendió un cuadro, por poco más de 200 pesetas.En ese momento realizó cuadros encargados por la gente de la zona, pero pasaba largas temporadas sin pintar, y no centraba su esfuerzo en la pintura como actividad principal, dejándola casi de lado, y más como una actividad recreativa y de aficionado, que algo realmente serio, o de lo que poder vivir.
En 1976, se realizó una exposición en los bajos del Ayuntamiento de Elizondo, bajo el título de "Paisajes de Baztán", con la participación de Ismael Fidalgo, Ana María Marín, Jesús Montes, Marcelino Bañales, Alberto Gómez Echarte, Eloy Erenchun y José María Rezola. Volverán a coincidir en 1982 en los locales de los Padres Franciscanos de Elizondo con motivo de la subasta a favor del “Nafarroa Oinez”, con la nueva incorporación de Menchu Gal, y los más jóvenes Kepa Arizmendi, Xabier Soubelet y Tomás Sobrino, con la presencia de Marcelino Bañales. Un año después, en 1983, en la sala de arte de la ciudadela de Pamplona, bajo el nombre de Pintores del Baztán, y donde además se incluyeron cuadros de Ciga, Echenique y Echandi a modo de homenaje a los pioneros en el grupo.
Además, junto con el también pintor baztanés, Tomás Sobrino, comenzó a realizar cursos de verano de pintura en Baztán, para transmitir e impulsar la pintura en el valle, apartándose en el año 2010 de manera activa del mismo por razones de salud. A pesar de lo cual, no hizo que éste perdiera conexión con el mismo, ya que durante el transcurso de los diez días del curso subían a Errazu y pintaban con él.José María Apezetxea Fagoaga muere el 2 de septiembre del 2017 en su casa Zubietea, en Errazu, a la edad de 90 años.

## Obra y estilo
José María Apezetxea Fagoaga se desarrolló como pintor fuertemente influenciado por Paul Cézanne, y el impresionismo, con un gran protagonismo, por tanto, de la luz y el color. Realizó sus cuadros al exterior, al estilo de los paisajistas del impresionismo, por ello, con una pincelada suelta y que, a la vez, le permitió derivar en unas formas más geométricas del constructivismo. Es por ello, que rompió con la perfección formal de las cosas y tendió hacia una experimentación con las perspectivas, y le permitió algo de juego con la abstracción formal que, sin embargo, seguía estando ligado al mundo figurativo y sin abandonar por completo su expresión figurativa. Las formas geométricas se pueden observan en sus metas, puentes, lajas de piedra, etc. La montaña se convirtió en un símbolo recurrente en Apezetxea, tratándose de un elemento vertebrador, donde los demás objetos se van colocando, de esta manera, en torno a la misma.
Esto lo combino con la fluidez que poseen los entornos naturales que pintó, que permiten crear una armonía dentro de su obra. Ello se vio beneficiado por el uso de una paleta de colores variada, pero sin estridencias pictóricas, lo que otorgó a sus cuadros un consonancia temática y estilística bastante uniforme. A través de los colores expresa las emociones que suscitan los paisajes inspirados en el paisaje del valle de Baztán, que combinó colores más suaves con otros más fuertes, que, sin embargo, otorgó a su obra un contraste fluido y natural, a pesar de que no necesariamente tenga que reflejar con exactitud el mundo que le rodea de manera totalmente realista.
En cuanto a la temática de sus obras, estas giran en torno a los paisajes de la zona del valle de Baztán, por lo que, vemos reflejadas numerosas estampas: pueblos, bosques, montañas, ríos, molinos, entre otros. Uno de sus lugares favoritos fue Gorramendi, con la panorámica típica de la zona salpicada por caseríos, y cuya estampa recogió desde distintas perspectivas a lo largo de los años.
También hay que destacar sus obras de carácter más íntimo, y de interior, como es el caso de los bodegones, los primeros de ellos bajo la instrucción de Javier Ciga, que fue una de las grandes influencias a lo largo de su carrera junto con Ismael Fidalgo. De igual manera, realizó algún retrato como por ejemplo uno de su hija sentada en frente de una mesa y pintando.

## Webgrafía
- Elizondo, Edurne, Jose Mari Apezetxea: «Denak heldu gara toki beretik, eta toki hori da Cezanne», Berria, 2008ko iraila, nafarroa.hitza.eus.
- Ezker Calvo, Alicia, Jose Mari Apezetxea Fagoaga, José María, Auñamendi Entziklopedia [on line], 2023, aunamendi.eusko-ikaskuntza.eus.
- Fernandez Oyaregui, Pello, Imbuluzqueta, Gabriel, Taberna Irazoki, Mikel, Ezker Calvo, Alicia, Maestros del Bidasoa - Bidasoako Maisuak, Iruñeko Udala, Irungo Udala, fundacionciga.com.
- Carreño, F. J. Z. (2016, 3 abril). 75 años de pintura y escultura en Navarra (1921-1996). Fco Javier Zubiaur Carreño. https://www.zubiaurcarreno.com/75-anos-pintura-escultura-navarra-1921-1996/
- Carreño, F. J. Z. (2020, 3 agosto). Proyección artística de Ismael Fidalgo sobre Baztán. Fco Javier Zubiaur Carreño. https://www.zubiaurcarreno.com/proyeccion-artistica-de-ismael-fidalgo-sobre-baztan/
- De Peio Fernández Oyaregui, U. R. (2022, 11 septiembre). Pintores de Baztan | Cinco años sin Apezetxea. Diario de Noticias de Navarra. https://www.noticiasdenavarra.com/cultura/2022/09/11/pintores-baztan-cinco-anos-apezetxea-5996467.html
- Ondikol, P. E. /. (2017, 3 septiembre). Muere Jose Mari Apezetxea, el decano de los Pintores de Baztan. Diario de Noticias de Navarra. https://www.noticiasdenavarra.com/cultura/2017/09/03/muere-jose-mari-apezetxea-decano-2612760.html
- ZUBIAUR CARREÑO, F. J. (2018). APEZETXEA, LA DULCE GEOMETRÍA DEL CAMPO BAZTANÉS. PREGÓN Siglo XXI, 49. https://dialnet.unirioja.es/descarga/articulo/7297652.pdf
- Elola, N. (2017, 4 septiembre). Cezanneren bidean, zeharkaldia - Berria. Berria. https://www.berria.eus/kultura/cezanneren-bidean-zeharkaldia_1189227_102.html

- Datos: Q116270384